# Oribatula parisi
Oribatula parisi är en kvalsterart som beskrevs av Travé 1961. Oribatula parisi ingår i släktet Oribatula och familjen Oribatulidae. Inga underarter finns listade i Catalogue of Life.